# 回旋陀螺
回旋陀螺，又稱凱爾特石頭，是一個半橢圓形的陀螺．它會往特定的方向旋轉；但是，當被往反方向轉時，它會變得不穩定，搖晃，停止，然後又轉換往原來特定的方向旋轉。
這種旋轉－反旋轉的運動現象，似乎違反了物理學上的角動量守恆定律。更不可思議的是，當我們將回旋陀螺往它特定的方向轉，大多數的回旋陀螺，不會發生這種特別的現象；反方向卻會。這兩個特性使回旋陀螺成為了一個很稀罕的物品，自從史前以來，就引起了無數人的想像力。

## 歷史
19 世紀的考古學家，在研究古凱爾特與古埃及遺跡時，發現了具有旋轉－反旋轉特性的迴旋陀螺。
在近代，描述這些回旋陀螺的報告，最早發表於 1890 年代。那時， 撰寫了一篇論文 "On a curious dynamical property of celts" ，發表於英國劍橋的《Proceedings of the Cambridge Philosophical Society》 ; 以及另一篇論文 "On a dynamical top" ，發表於美國麻省的 《Quarterly Journal of Pure and Applied Mathematics》 。
許多關於回旋陀螺的研究報告，發表於 1909 年和 1918 年，以及 50 年代和 70 年代。自從 80 年代後，科學家們更被這奇異的物品深深迷住，發表了多過 28 份關於回旋陀螺的研究報告。

## 尺寸
雖然，回旋陀螺時常被描述為各種各樣尺寸的石材手工藝品，它們大多數是當為新奇的謎題或玩具來買賣；商品是由塑膠材料製成，尺寸大約為 3.75 英寸長 × 0.75 英寸寬 × 0.4375 英寸高。也有一種木頭雕刻的回旋陀螺，尺寸為 5.5 至 6 英寸長。另外有一種  賣的塑膠製回旋陀螺，長度大概有 12 英寸。還有一些是用玻璃製造的。科學家甚至發明了用湯匙做成的回旋陀螺。
一般來說，有兩種迥然不同的回旋陀螺的設計。一種有非對稱的底部，滾動軸是偏斜的。另一種的底部是對稱的，在平台上面末端各自有個重物，通常是烏龜．烏龜指向特定的旋轉方向。

## 物理

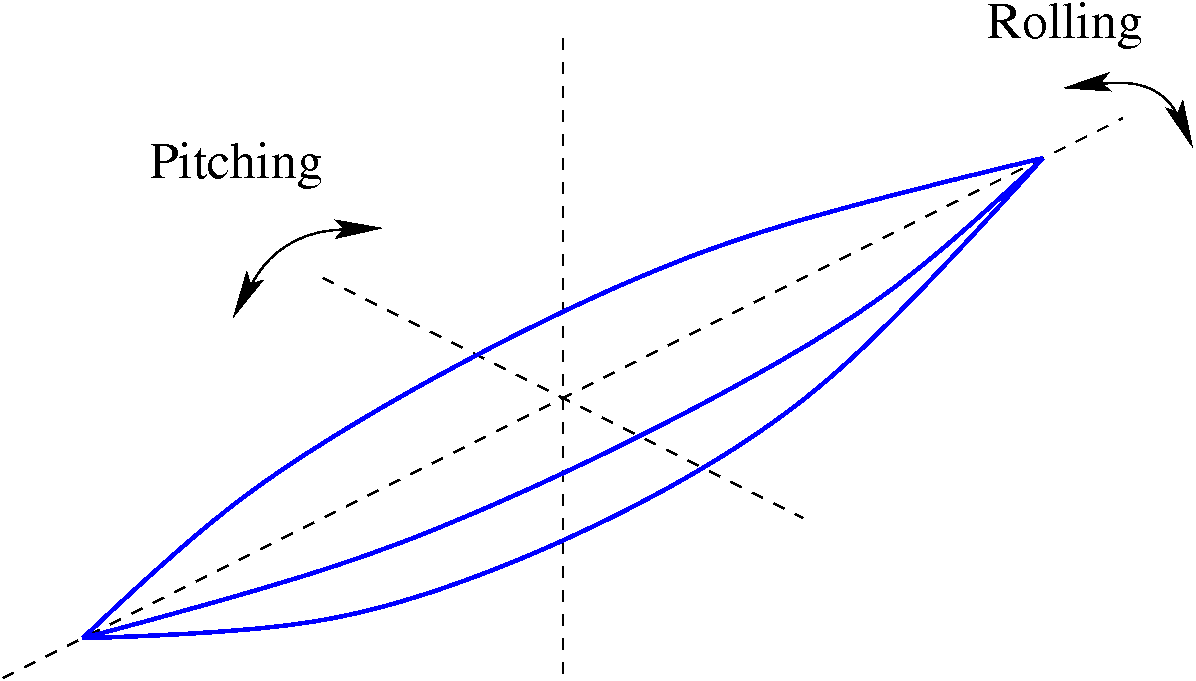
滾動運動 (rolling motion) 與俯仰運動(pitching motion)

旋轉－反旋轉的運動現象，是因為滾動運動與俯仰運動的不穩定性成長所造成的。
當質量分佈，對於俯仰軸與垂直軸構成的平面，是非對稱性的時候，滾動運動與俯仰運動的不穩定性開始聯結；我們可以想像非對稱的質量會使回旋陀螺脫離俯仰運動，改變為滾動運動。
這運動的型式，會根據不同旋轉方向而增長。這解釋了回旋陀螺不對稱行為的原因。依靠是否是俯仰不穩定性或滾動不穩定性，增長率將是非常高或相當低。
這解釋了為什麼，只有當往俯仰不穩定的方向旋轉時，由於摩擦，大多數回旋陀螺表現出旋轉－反旋轉現象；而當往另一方向旋轉時，在滾動不穩定性出現之前，它們會減速與中止轉動。然而，根據報告，玻璃製的回旋陀螺，會表現出旋轉－反旋轉現象，在同一個實驗內，發生四或五次相繼的旋轉。